# Victor George
Pour les articles homonymes, voir George.
Victor George, né à Bois-et-Borsu le 27 octobre 1937 et mort à Marche-en-Famenne le 3 décembre 2024, est un poète belge de langue wallonne. Il est considéré comme le dernier poète majeur dans cette langue.

## Biographie

### Enfance, formation et vie privée
Victor George est le fils d'Ernest George (1907-1989), un peintre en bâtiment, et de Thérèse Ligot (1911-2005). Il est l'ainé et le seul fils d'une fratrie de quatre enfants. Le wallon est sa langue maternelle,, mais il recule nettement dès cette époque. C'est donc le sentiment d'être coupé de ses origines qui aurait poussé George à écrire.
Il fréquente successivement l'École communale de Bois-et-Borsu, l'Athénée royal de Huy et l'École normale de la Ville de Liège, dont il obtient un régendat littéraire.
Il épouse Marie-José George (1943-1982) le 22 juillet 1967.

### Parcours professionnel
Victor George est professeur de français, successivement à l'Athénée royal de Braine-l'Alleud, à l'École de l'État d'Athus, à l'École moyenne de l'État à Trembleur, à l'Institut Félicien Rops à Namur et à l'Athénée royal de Dinant. Il retourne s'installer à Bois-et-Borsu en 1984 et prend sa pension en 1988.
De 1997 à 2008, il siège au Conseil des Langues régionales endogènes de la Fédération Wallonie-Bruxelles,,. À la suite des élections communales de 2006, il devient conseiller communal à Clavier.
Régulièrement sollicité pour ses compétences linguistiques, il collabore aux émissions wallonnes de la Radio-télévision belge de la Communauté française, enseigne au Centre de Recherche et d'Information du Wallon à l'École (CRIWE) et traduit les unes du quotidien L'Avenir à l'occasion des Fêtes de Wallonie.

### L'homme de lettres
Originaire de la province de Liège, Victor George, qui use d'un parler intermédiaire entre le wallon central et le wallon oriental, réalise son apprentissage poétique auprès de poètes namurois, notamment Jean Guillaume et Georges Smal. Il suit le sillage de ces deux auteurs, tous deux catholiques dévots mais non dogmatiques, qui mettent en scène les activités rurales du quotidien pour en faire la base de métaphores et d'interprétations presque mystiques de l'existence.
Victor George est reçu membre du cercle littéraire dialectal Lès Rèlîs Namurwès en 1960. En 1967, il obtient la cocarde décernée au membre ayant fourni le travail le plus méritoire au cours de l'exercice écoulé.
Élu en 1979 à la Société de langue et de littérature wallonnes, il fut le secrétaire de cette institution de 1982 à 2006,. Ses contributions ont paru dans deux périodiques de la Société : Wallonnes et Les dialectes de Wallonie. De 1986 à 2006, il a également assuré la direction de la revue des Rèlîs Namurwès, Les Cahiers wallons. En 1980, il devient membre du jury du Prix Georges Michaux de la Ville de Namur, qu'il a lui-même remporté deux ans plus tôt. Il cesse d'écrire vers 1984, au moment de son retour à Bois-et-Borsu.
Proche du poète et professeur de littérature Jean Guillaume, Victor George a prêté sa voix à la lecture du recueil posthume de celui-ci, Pa-drî l's-uréyes, en vue de la réalisation du coffret de disques compacts Œuvres poétiques wallonnes,. Il était également proche du romancier Auguste Laloux.
À la fin de l'année 2023, fait rare en littérature wallonne, ses poèmes ont fait l'objet d'une traduction en italien.

### L'homme de théâtre
Victor George a fondé la troupe de théâtre dialectal Li qwètrin.me ake à Bois-et-Borsu. En fonction des besoins de cette troupe, il a réalisé des traductions de pièces vers le wallon local,.
Il est également membre et secrétaire du jury du Grand Prix du Roi Albert 1er, le prix de théâtre dialectal le plus important en Wallonie.

## Analyse de l'œuvre
L'œuvre de Victor George est écrite dans le respect scrupuleux du parler de Bois-et-Borsu. Ses thèmes de prédilection sont la nostalgie du passé, le temps qui passe, la mort,,, la foi chrétienne, ainsi que « la description des faits et gestes quotidiens et répétitifs du monde rural auquel [George] appartient ». Guy Belleflamme (wa) note que ce monde rural est « stylisé, presque réduit aux images suscitées par la culture des blés ». Selon Willy Bal, la poésie de Victor George est d'abord métaphysique.
Au niveau de la métrique, Victor George écrit communément en octosyllabes, heptasyllabes et alexandrins ; il affectionne par ailleurs les distiques. Au niveau de la rhétorique, il affectionne les répétitions, les structures binaires et les oxymores. Il pratique une poésie « très brève, avec un sens aigu de l’ellipse et de l’image ». Jean-Luc Fauconnier estime que « toute son œuvre littéraire se caractérise par ce qu'on a parfois appelé — avec une connotation loin d'être péjorative — la « poésie du peu », une pratique très exigeante qu'il maîtrisait à la perfection ».
Dès 1961, l'académicien Maurice Piron relève cet « extrême dépouillement de la forme », tout en ajoutant aussitôt :

« Au-delà de la brève litanie que composent ces distiques sans éclat, c’est une manière de choc existentiel qui nous attend et nous surprend : d’humbles choses y découvrent tout à coup leur splendeur quotidienne. Cette présence qui devient vérité, cette simplicité bouleversante dans sa discrétion, ne sont-ce point là, en définitive, les talismans les plus sûrs de la poésie dialectale, lorsqu’elle ne triche pas ? »

Victor George est un continuateur de la génération de poètes wallonophones composée de Willy Bal, Jean Guillaume, Marcel Hicter, Albert Maquet, Louis Remacle et Georges Smal. Il est vu en particulier comme un hériter de Jean Guillaume. En 1979, Jean Lechanteur suggère que le poète, alors débutant, doit encore dépasser cette influence : 

« Victor Georges [sic], que les qualités de ses deux recueils (Adiu c'pagnon, 1963 et Gris pwin, 1965) — naturel du ton, sens de l'ellipse, de l'abord indirect, unité et profondeur de l'inspiration — mettraient au tout premier rang si elles n'avouaient trop nettement ce qu'elles doivent à Jean Guillaume […]. »

Rétrospectivement, plusieurs critiques estiment que Victor George, de par l'influence de Jean Guillaume, occupe une place analogue à celles de Georges Smal et d'Émile Gilliard dans l'histoire des lettres wallonnes,.

## Réception critique
La première accolade reçue par Victor George est le Prix des Critiques wallons, qualifié à cette époque de « Renaudot des Lettres wallonnes »,, qu'il se voit attribuer à l'âge de 24 ans pour son recueil Adju c’pagnon. Le jury qualifie celui-ci de « recueil rare, tout en nuances, œuvre d'un vrai poète qui chante en sourdine les années et les amours passées, en vers discrets, sans fausse note ». Maurice Piron évoque, à cette occasion, la « révélation d'un nouveau poète wallon ».
Dix-huit ans plus tard, Victor George est le plus jeune poète sélectionné par Piron dans l'Anthologie de la littérature dialectale de Wallonie, parue en 1979. La même année, Jean Lechanteur, l'un des rédacteurs de l'encyclopédie La Wallonie, le Pays et les Hommes, le cite parmi les « espoirs de la relève attendue » de la poésie wallonne.
Pour Yann Lovelock (en), qui a fait découvrir George au public anglophone via son anthologie In the Pupil's Mirror (1997), il est le « bébé de la famille » et représente le dernier de la lignée de modernistes qui ont tant transformé la poésie en wallon ; du fait que la génération suivante n'a pas grandi avec le dialecte, peu d'écrivains ont émergé dans l'après-guerre, et aucun d'une quelconque stature, ce qui a privé George de pouvoir à son tour jouer le rôle de chef de file. Jean-Luc Fauconnier le considère aussi comme « un des derniers grands poètes en langue wallonne ». Bernard Louis (wa), qui lui a succédé en tant que rédacteur responsable des Cahiers wallons, estime quant à lui qu'il est « le dernier grand poète du domaine wallon ».
Pour Guy Belleflamme (wa), qui le compare à Francis Jammes et à Jules Supervielle, Victor George est parvenu, dans son recueil Rècinèyes (1980), à surpasser Jean Guillaume, son maitre en poésie.

## Prix et distinctions
- 1960 : admission à la société des Rèlîs Namurwès[37]
- 1960 : 1er et 2e prix au 4e Concours littéraire wallon du journal Vers l'Avenir (catégorie monologues)[38]
- 1961 : Prix des Critiques wallons pour Adju c’pagnon[29]
- 1963 : Prime d'Encouragement de l'Art wallon de la Province de Liège pour Adju c’pagnon[12],[39]
- 1965 : Prix de littérature wallonne de la Ville de Liège pour Gris pwin[12],[40]
- 1966 : Prix Joseph-Durbuy de la Ville de Huy pour Tchonson d’å ci qu’a passé l’ baye (recueil inédit)[6],[12],[40]
- 1978 : Prix Georges Michaux de la Ville de Namur pour In Paradisum[40]
- 1979 : admission à la Société de langue et de littérature wallonnes, en tant que successeur de Marcel Florkin
- 1983 : Prix biennal de littérature wallonne du Ministère de la Communauté française de Belgique pour Totes lès-ameûrs dè monde[40]

## Œuvres

### Poésie
- Adju c’pagnon, éd. Servais, 1963
- Gris pwin, éd. Épécé, 1965
- In Paradisum, Namur, éd. Lès Rèlîs Namurwès, 1978, 28 p.

- Rècinèyes, Liège, éd. Société de langue et de littérature wallonnes, coll. « Littérature dialectale d’aujourd’hui », no 7, 1980, 37 p.
- Totes lès-ameûrs dè monde, Namur, éd. Lès Rèlîs Namurwès, 1983, 52 p.

- Se la cenere torna brace, Bologne, éd. Bohumil, 2023, 40 p.  (ISBN 978-8-895074-67-2)

### Essais
- L’œuvre en wallon de Robert GRAFÉ (1896-1968) (coécrit avec Jean Van Crombrugge, Robert Vandamme et Albert Maquet), Liège, éd. Société de langue et de littérature wallonnes, coll. « Mémoire wallonne », no 1, 1994, 52 p.
- L’œuvre en wallon de Auguste LALOUX (1906-1976) (coécrit avec Jean Guillaume, Bernard Louis et Jean Germain), Liège, éd. Société de langue et de littérature wallonnes, coll. « Mémoire wallonne », no 4, 1998, 56 p.
- Hommage à Lucien LÉONARD (1909-1989) (coécrit avec Joseph Dewez, Jean Germain et Lucien Somme), Liège, éd. Société de langue et de littérature wallonnes, coll. « Mémoire wallonne », no 10, 2006, 78 p.
- Hommage à Joseph Calozet (1883-1968) (coécrit avec Claudine Calozet, Joseph Dewez, Bernadette Laloux et Pierre Otjacques), Liège, éd. Société de langue et de littérature wallonnes, coll. « Mémoire wallonne », no 23, 2020, 60 p.  (ISBN 978-2-930505-32-9)
- Hommage à Jean Guillaume (1918-2001) (coécrit avec Baptiste Frankinet, Bernard Louis et Bernard Thiry), Liège, éd. Société de langue et de littérature wallonnes, coll. « Mémoire wallonne », no 24, 2021, 104 p.  (ISBN 978-2-930505-33-6)

### Préfaces
- (wa) Jean Guillaume, Pa-drî l's-uréyes, Namur, Lès Rèlîs Namurwès, 2012, 72 p.
- Henry Matterne, Djôyes èt rascrauwes, Liège, éd. Société de langue et de littérature wallonnes, coll. « Littérature dialectale d’aujourd’hui », no 37, 2012, 60 p.  (ISBN 978-2-930505-15-2)
- Bernard Louis, Lès sints è leûs viladjes, Liège, éd. Société de langue et de littérature wallonnes, coll. « Littérature dialectale d’aujourd’hui », no 43, 2020, 130 p.  (ISBN 978-2-930505-31-2)